# ميهايل أريون
ميهاي أريون دبلوماسي روماني. بدأ حياته المهنية كمندوب روماني في بتروغراد. بعد الحرب العالمية الأولى يؤيد سياسات نيكولاي تيتوليسكو «حسب قوله». في عام 1934 عين الامين العام لوزارة الشؤون الخارجية. وأعفى من مهامه في 29 آب 1936.